# Ян (душа)
Ян (баш. йән — «душа») — в башкирской мифологии главная из четырёх душ человека.

## Описание
Ян наряду с другими душами человека в башкирской мифологии (баш. ҡот — жизненная сила, баш. исем — имя, баш. тын — дыхание) является самостоятельной субстанцией. Слово «ян» имеет персидское происхождение.
Ян вселяется в человека уже в утробе матери на четвёртом месяце развития. Башкиры верили, что ян сидят на Древе жизни в ожидании своей очереди обрести физическое тело.
Ян может ненадолго покинуть физическое тело во время сна, обморока, болезни, летаргии и в других случаях, а после смерти покидает его навсегда. По верованиям, во время сна ян путешествует, и если резко разбудить спящего, ян может не успеть вернуться в физическое тело, и человек умрёт. После смерти человека ян покидает тело в виде бабочки, птицы и других, и до сорока дней находится возле его родных, а затем покидает их и навещает только по пятницам.
По поверьям, ян предков оберегают потомков, и для того, чтобы получить их благосклонность, башкиры выполняли особые обряды. Также башкиры считали, что после смерти человека его ян вселяется в новое физическое тело.
Ян человека, который умер неестественной смертью или похоронен без надлежащего обряда, скитается в виде призрака (албасты, мяскяй, убыр, уряк).
После принятия ислама поверья о яне у башкир сохранились в погребальных обрядах.

## Фразеологизмы
В башкирском языке есть фразеологизмы, которые отражают представления народа о яне:
- «йән алҡымға килеү» (быть в тяжёлом состоянии),
- «йән атыу» (стремиться всей душой),
- «йән рәхәте» (чувство блаженства),
- «ҡара йән» — «тёмная душа» (жестокий человек) и др.